# Fosfoglicerato cinasa
La fosfoglicerato cinasa (EC 2.7.2.3) (PGK, 3-PGK) es una enzima transferasa que cataliza la segunda etapa de la segunda fase de la glucólisis, la conversión reversible de 1,3-difosfo-glicerato a 3-fosfoglicerato con la generación de una molécula de ATP. Mediante esta reacción se transfiere un grupo fosfato desde el 1,3-difosfo-glicerato al ADP.
Esta reacción es esencial en muchas células para la generación de ATP en condiciones aeróbicas, para la fermentación en condiciones anaeróbicas y para la fijación de carbono en las plantas.
|                       | ADP ATP Fosfoglicerato cinasa |                  |
| 1,3-Bisfosfoglicerato | ⇌                             | 3-Fosfoglicerato |

La fosfoglicerato cinasa se encuentra en todos los organismos vivos y su secuencia de aminoácidos ha sido conservada durante la evolución. Es una proteína con dos dominios; cada dominio se compone de seis repeticiones de un motivo estructural α/β.
En los humanos existen dos isozimas de la fosfoglicerato cinasa, la PGK1 y la PGK2 encontrándose sus genes en el cromosoma X y en el cromosoma 6 respectivamente.
La deficiencia en fosfoglicerato cinasa se asocia con la anemia hemolítica y con enfermedades mentales en los humanos.

## Fosfoglicerato cinasa (GTP)
En la naturaleza existe otra enzima fosfoglicerato cinasa pero que actúa con nucleótidos de guanosina GDP/GTP. Esta enzima se encuentra en el parásito Entamoeba histolytica.